# Maccabiade
De Maccabiade is een multidisciplinair sportevenement dat om de vier jaar in Israël wordt georganiseerd. De Maccabiade is toegankelijk voor Joodse atleten. Ook niet-joodse Israëliërs zijn welkom om te participeren. Aan de Maccabiade wordt vaak gerefereerd als de Joodse Olympische Spelen. De eerste editie vond in 1932 plaats.

## Geschiedenis

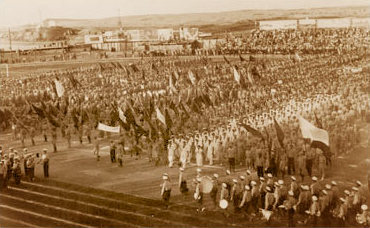
De eerste Maccabiade in 1932.

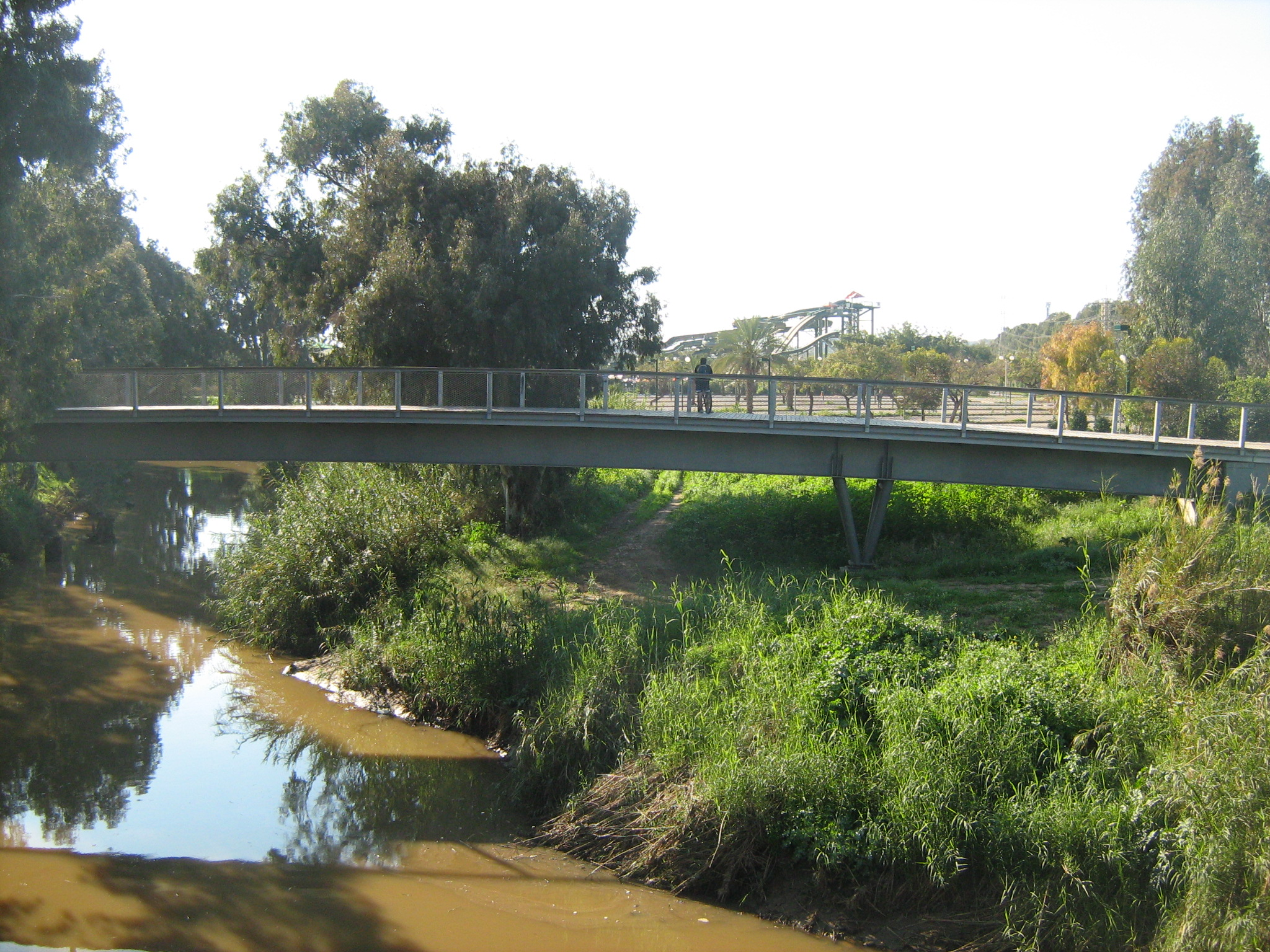
De Herinneringsbrug die in 1995 werd geopend op de plek waar acht jaar eerder vier Australische sporters het leven verloren toen een tijdelijke brug instortte.

Jozef Yekutieli was de drijvende kracht achter de Maccabiade. Hij was geïnspireerd door de Olympische Spelen en zag een exclusief Joods toernooi als een mooie gelegenheid om zowel Eretz Israel te promoten als het stimuleren van sport onder Joden. Yekutieli kreeg de steun van het Joods Nationaal Fonds. Hij had echter ook de instemming nodig van de Britse autoriteiten. De Britse Hoge Commissaris in Palestina John Chancellor wees het voorstel af, maar zijn opvolger Arthur Grenfell Wauchope keurde het plan in de herfst van 1931 goed. Yekutieli besloot dat de eerste Maccabiade een jaar later moest plaats vinden om zo de Bar Kochba-opstand die precies 1800 jaar eerder uitbrak te herdenken.
De eerste Maccabiade werd geopend op 28 maart 1932 in het nieuw gebouwde Maccabiade-stadion in Tel Aviv. Er namen vierhonderd atleten afkomstig uit zevenentwintig landen deel. De disciplines waren atletiek, handbal, schermen, triatlon, turnen, voetbal, volleybal, wielrennen, waterpolo, worstelen en zwemmen. De meeste medailles gingen naar de Poolse delegatie.
De eerste Maccabiade werd beschouwd als een succes. Hierna vormde Yekutieli het Palestijns Olympisch Comité, later omgevormd naar het Israëlisch Olympisch Comité. Israël kreeg een uitnodiging om te participeren tijdens de Olympische Spelen in Berlijn, maar bedankte daarvoor vanwege het sterk opkomende nazisme en geweld tegen joden in Duitsland. In plaats daarvan besloot Yekutieli zich te richten op de tweede Maccabiade die in 1935 werd gehouden. Aan de tweede (zomer)Maccabiade namen bijna veertienhonderd deelnemers deel, waaronder een Olympisch kampioen: de Amerikaanse discuswerpster Lillian Copeland. Het eindklassement werd gewonnen door de Oostenrijkse ploeg.
De tweede Maccabiade werd op grote schaal aangegrepen door de deelnemers om de Britse immigratiebeperkingen te omzeilen. De Britten wilden namelijk niet te veel joodse immigranten uit angst voor onrust onder de Arabische bevolking van Palestina. De gehele Bulgaarse delegatie, bestaande uit 350 atleten en aantal muzikanten die optrad tijdens de openingsceremonie, bleef in Palestina. Datzelfde gold voor het merendeel van de Duitse en Poolse delegatie. De Spelen kwamen ook bekend te staan als de Aliyah games (Aliyah is het Hebreeuwse woord voor immigratie naar Israël).
In de jaren dertig werden er ook twee winteredities georganiseerd. Omdat er in Palestina niet voldoende mogelijkheden zijn werd besloten deze in Europa te houden. De eerste editie werd in februari 1933 in het Poolse Zakopane georganiseerd en kon rekenen op veel tegenstand van de lokale bevolking. Vertegenwoordigers uit acht landen namen deel. In 1936 vond er tweede editie plaats in het Tsjecho-Slowaakse Banská Bystrica.
De Britse autoriteiten wilden in 1938 geen herhaling van drie jaar eerder en besloten de Maccabiade te verbieden. Pas twaalf jaar later, na de verschrikkingen van de Tweede Wereldoorlog, vond de derde Maccabiade plaats in een onafhankelijk Israël. Vanaf 1953 werd het sportevenement elke vier jaar georganiseerd. De Maccabiade groeide met tienduizend deelnemers (2017) uit tot een van de grootste sporttoernooien ter wereld.
In 1997 vond er een berucht ongeluk plaats toen tijdens de openingsceremonie een voetgangersbrug instortte. Vier Australische atleten vonden de dood.

## Disciplines
De Maccabiade biedt plaats aan alle 28 Olympisch erkende sporten, naast sporten als cricket en netball. Er is ook ruimte voor denksporten als schaken en bridge. De toelatingseisen voor een nieuwe sport zijn relatief laag: er moeten minimaal vier landen een delegatie afvaardigen, bij de vrouwen en junioren ligt de lat op drie deelnemende landen.
Op de Maccabiade wordt ruimte geboden aan vier categorieën deelnemers:
- Open – voor iedereen toegankelijk, mits aan bepaalde eisen of limieten wordt voldaan.
- Junioren – toegankelijk voor elke atleet tussen de 15 en 18 jaar die aan de eisen voldoet.
- Senioren – toegankelijk voor oudere deelnemers, vaak is er sprake van verschillende leeftijdsgroepen.
- Paralympisch – toegankelijk voor deelnemers met een fysiek gebrek. Eerdere Macciabes boden ruimte aan rolstoelfietsen, zwemmen, rolstoeltennis, de halve marathon en rolstoelbasketbal.

## Openings- en sluitingsceremonie
De openingsceremonie vindt doorgaans plaats in het Teddystadion in Jeruzalem of het Ramat Ganstadion in Tel Aviv. Qua invulling zijn beide ceremonies grotendeels vergelijkbaar met de openings- en sluitingsceremonie tijdens de Olympische Spelen, hoewel er geen vlam wordt ontstoken.

## Bekende sporters

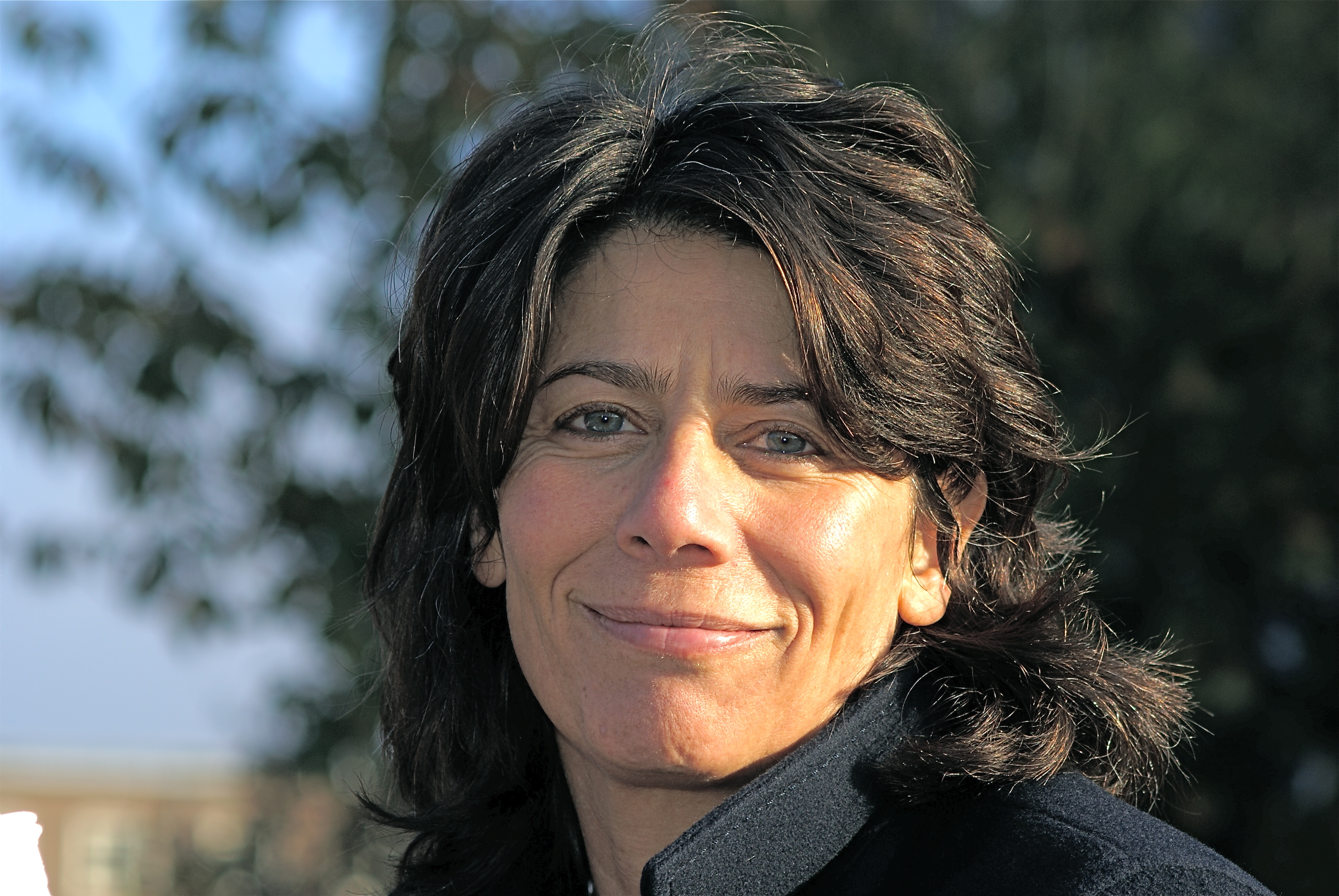
De Nederlandse hockeyster Carina Benninga won in 1989 goud met de Nederlandse ploeg.

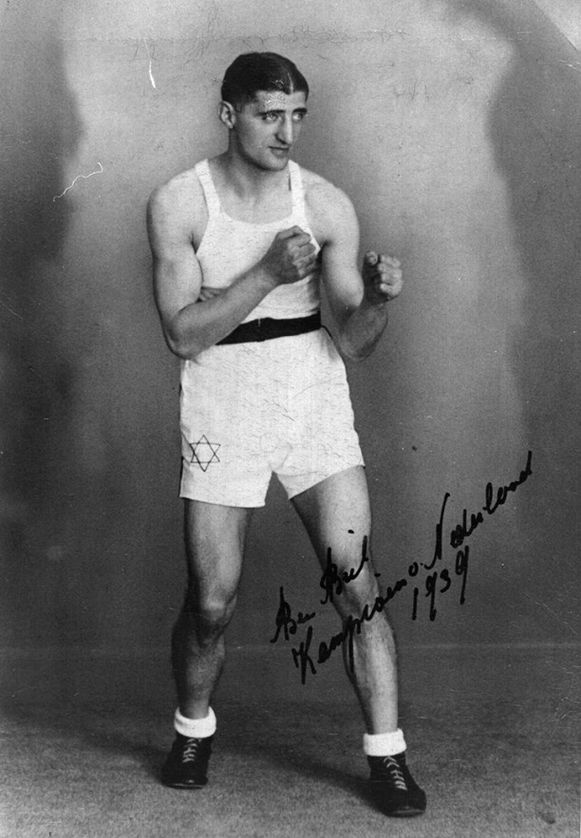
De Nederlandse bokser Ben Bril weigerde deel te nemen aan de Nazi Games in Berlijn in 1936. Een jaar eerder won hij wel goud tijdens de Maccabiade.

Door de jaren heen hebben een groot aantal bekende sporters en coaches aan de Maccabiade deelgenomen. Onder hen zijn: Mark Spitz, Lenny Krayzelburg, Jason Lezak, Marilyn Ramenofsky en Anthony Ervin (zwemmen); Mitch Gaylord, Ágnes Keleti, Valeri Belenki en Kerri Strug (turnen); Ernie Grunfeld, Danny Schayes, Larry Brown, Nat Holman en Dolph Schayes (basketbal); Carina Benninga (veldhockey); Lillian Copeland, Gerry Ashworth (atletiek); Angela Buxton, Brad Gilbert, Julie Heldman, Nicolás Massú, Tom Okker en Dick Savitt (tennis); Dave Blackburn (softbal); Angelica Rozeanu (tafeltennis); Sergej Tsjarikov, Vadim Goettsajt en Marija Mazina (schermen); Isaac Berger en Frank Spellman (gewichtheffen); Lindsey Durlacher, Henry Wittenberg (worstelen); Michael Oren (roeien); Bruce Fleisher (golf); Boris Gelfand en Judit Polgár (schaken); Marcelo Lipatin, Jeff Agoos, Jonathan Bornstein en Adam Rubin (voetbal); Ben Bril (boksen).